# Salzachtal Straße
Die Salzachtal Straße (B 159) ist eine Landesstraße im Land Salzburg, Österreich. Sie hat eine Länge von 46,8 km und führt von Anif, einem Vorort von Salzburg, durch das Salzachtal und den Pass Lueg nach Bischofshofen. 
Die Straße verläuft parallel zur Tauern Autobahn (A 10). Sie mündet bei Einöden zwischen Bischofshofen und St. Johann im Pongau in den Ausbau der Umfahrung Bischofshofen der B311 Pinzgauer Straße.

## Geschichte
Die gesamte Strecke zwischen Salzburg und Kärnten wurde 1893 als Kärntner Reichsstraße bezeichnet. Neun Mautstationen in Salzburg, Hallein, Golling, Werfen, Hüttau, Radstadt, St. Michael, Tweng und Untertauern finanzierten die Instandhaltung dieser Straße.
Die Kärntner Straße (in Salzburg) gehört zu den ehemaligen Reichsstraßen, die 1921 als Bundesstraßen übernommen wurden. Bis 1938 wurde diese Bundesstraße als B 62 bezeichnet, nach dem Anschluss Österreichs wurde sie bis 1945 als Teil der Reichsstraße 331 geführt. 
Das Bundesstraßengesetz von 1948 bezeichnete die gesamte 137 km lange Straße von Salzburg bis zum Pass Thurn im Oberpinzgau noch durchgehend als Salzachtal Straße (B 159). Gemäß Bundesstraßengesetz von 1971 sollte die Pinzgauer Straße (B 311) die Salzachtal Straße auf dem mittleren Streckenabschnitt zwischen Bischofshofen und Bruckberg ersetzen. Der westlichste Streckenabschnitt zwischen Bruckberg und Mittersill wird seit 1971 als Mittersiller Straße (B 168) bezeichnet.

## Bilder
Die folgenden Bilder zeigen die B 159 in ihrem Verlauf von Nord nach Süd.

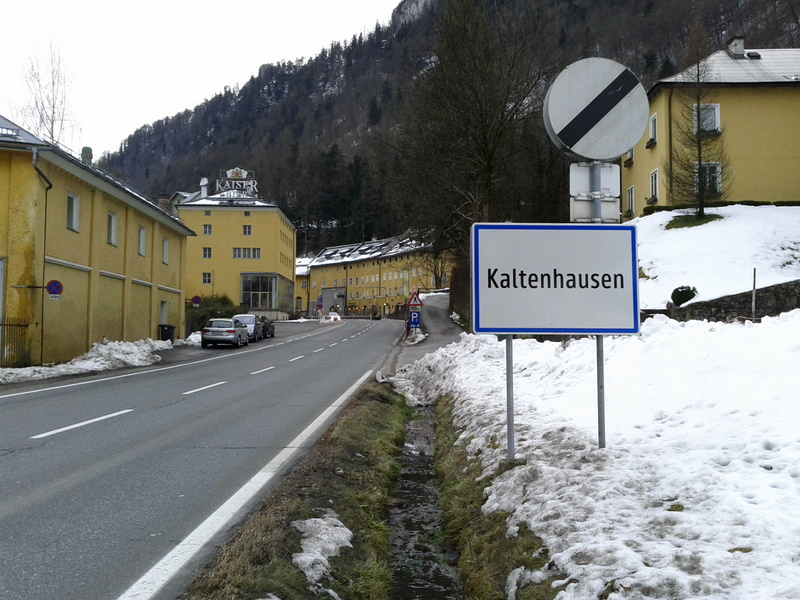
Als Ortsdurchfahrt von Kaltenhausen (Hallein)
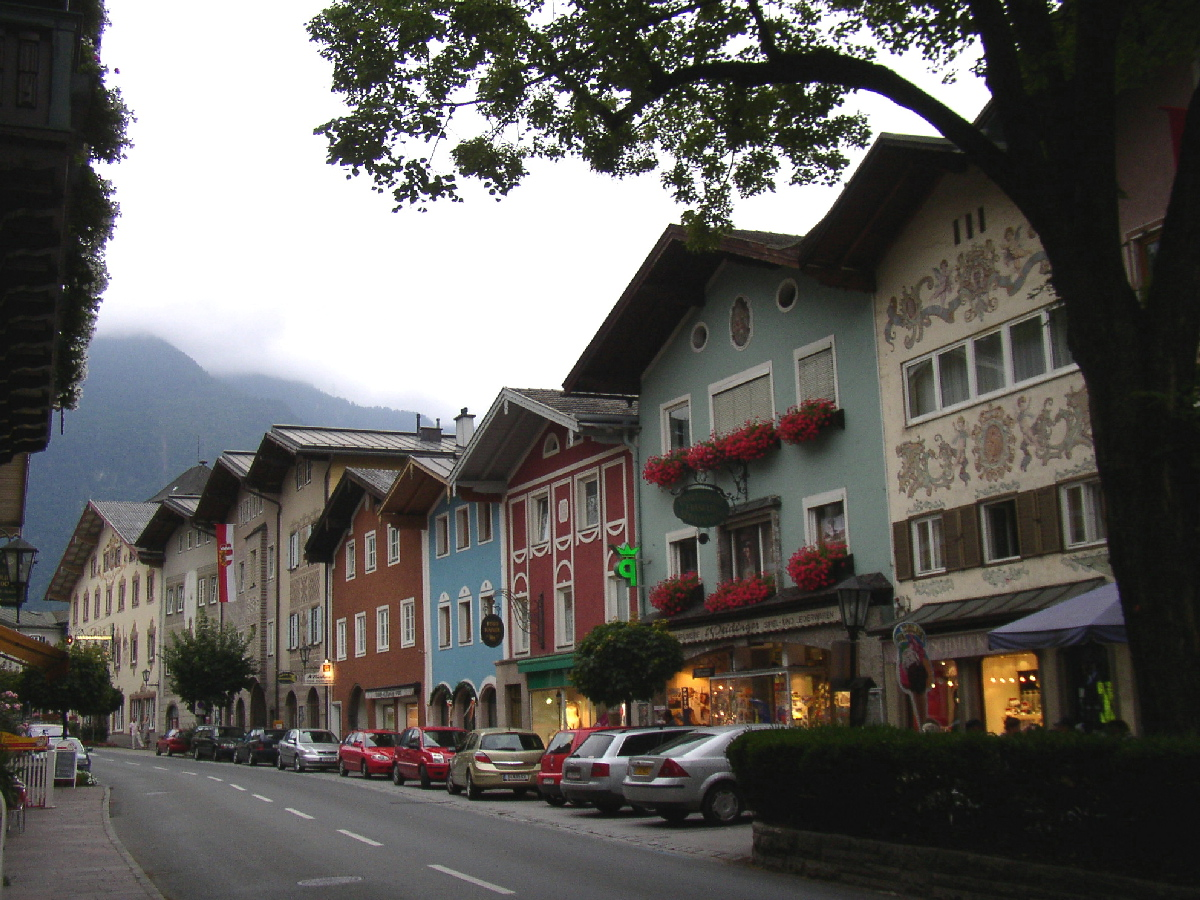
Als Ortsdurchfahrt von Golling
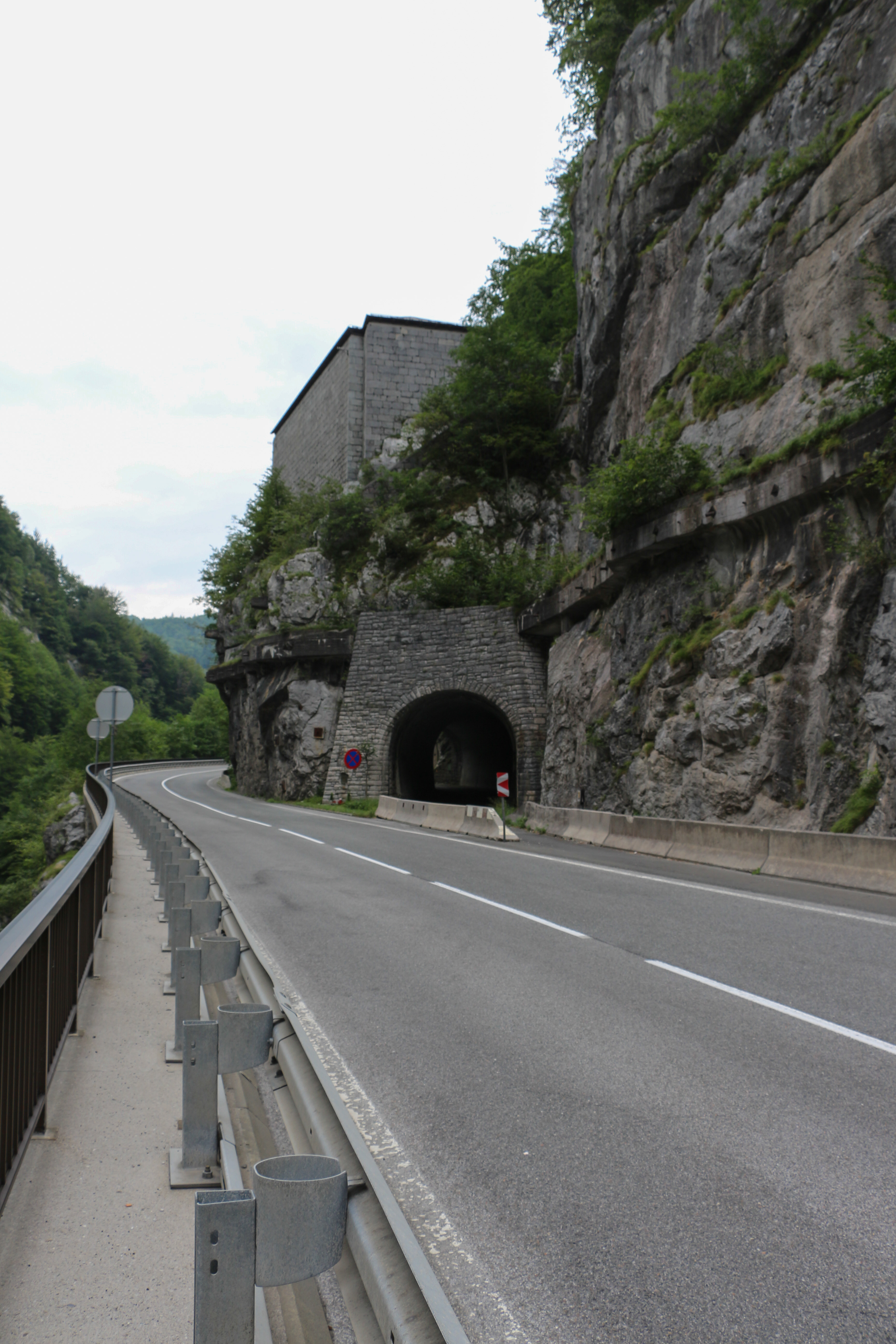
Bei der Befestigungsanlage am Pass Lueg
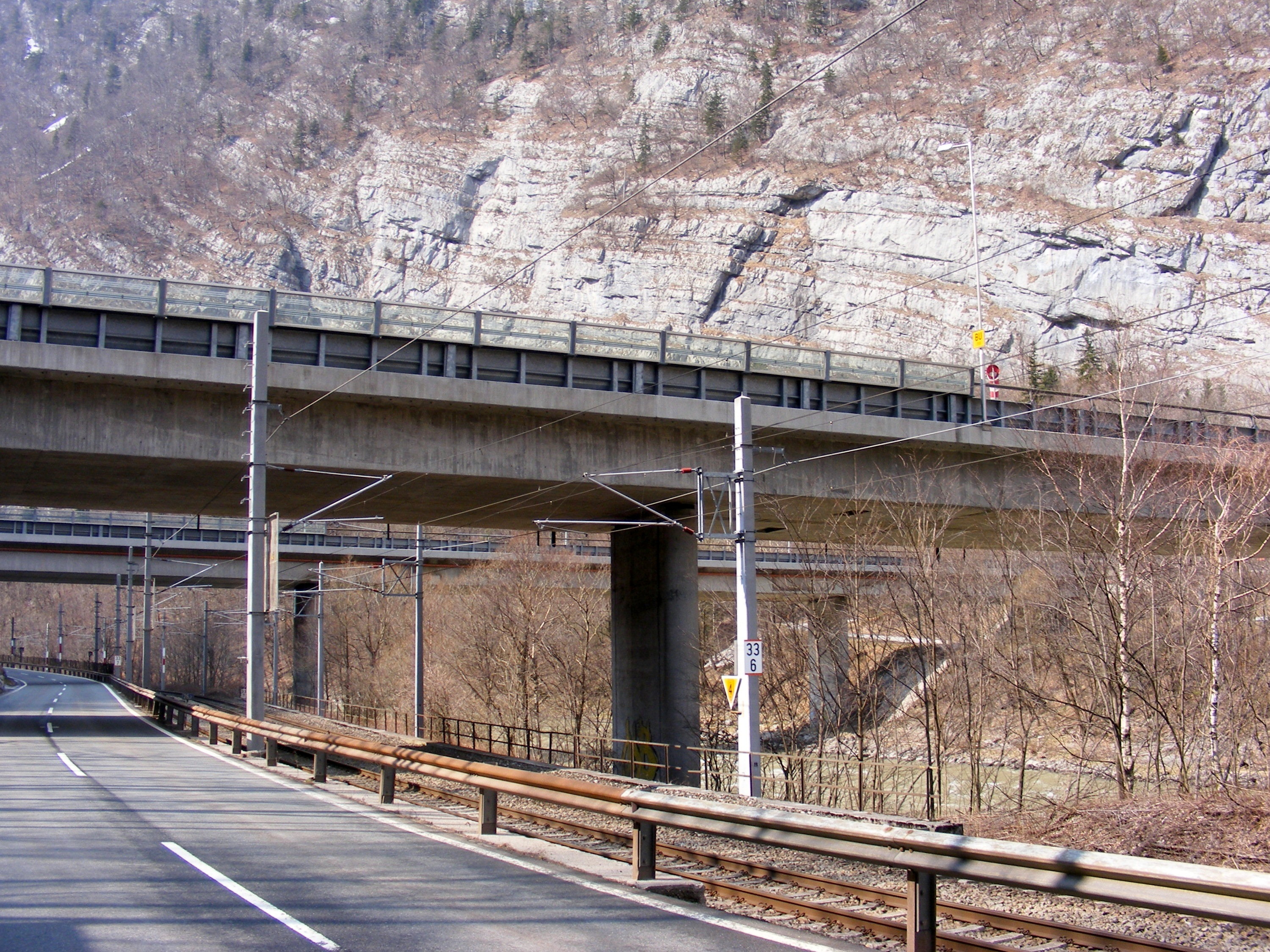
Kreuzung mit der Tauernautobahn (A10)